# Либерия во Второй мировой войне

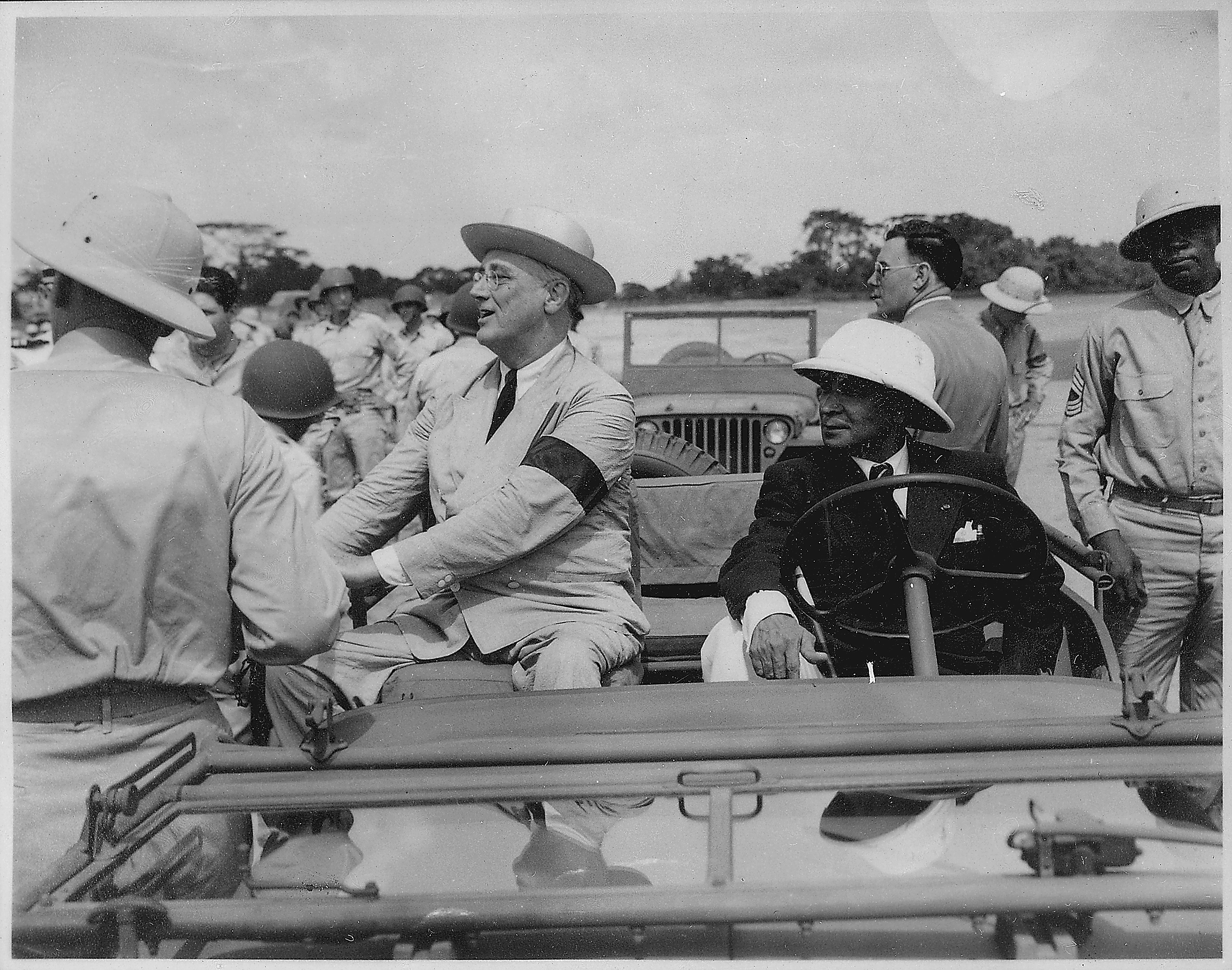
Президент США Франклин Делано Рузвельт и президент Либерии Эдвин Джеймс Баркли, 1943 год

Либерия с начала Второй мировой войны объявила о своём нейтралитете, но её территория использовалась для переброски американских войск в Северную Африку. После избрания на пост президента Либерии Уильяма Табмена, правительство выслало всех немцев из страны и объявило войну Нацистской Германии и её союзникам. Около 4 тыс. либерийских солдат и офицеров воевали в 1944–1945 гг. во Франции, Бельгии, Голландии и Люксембурге, а также на острове Суматра против японских войск.
В 1943 году развертывание 25-го госпиталя представляло собой первое афроамериканское медицинское подразделение, отправленное в Либерию.
В 1944 году, перед тем как вступить в войну, Либерия приняла доллар США.